# Miss Danemarca

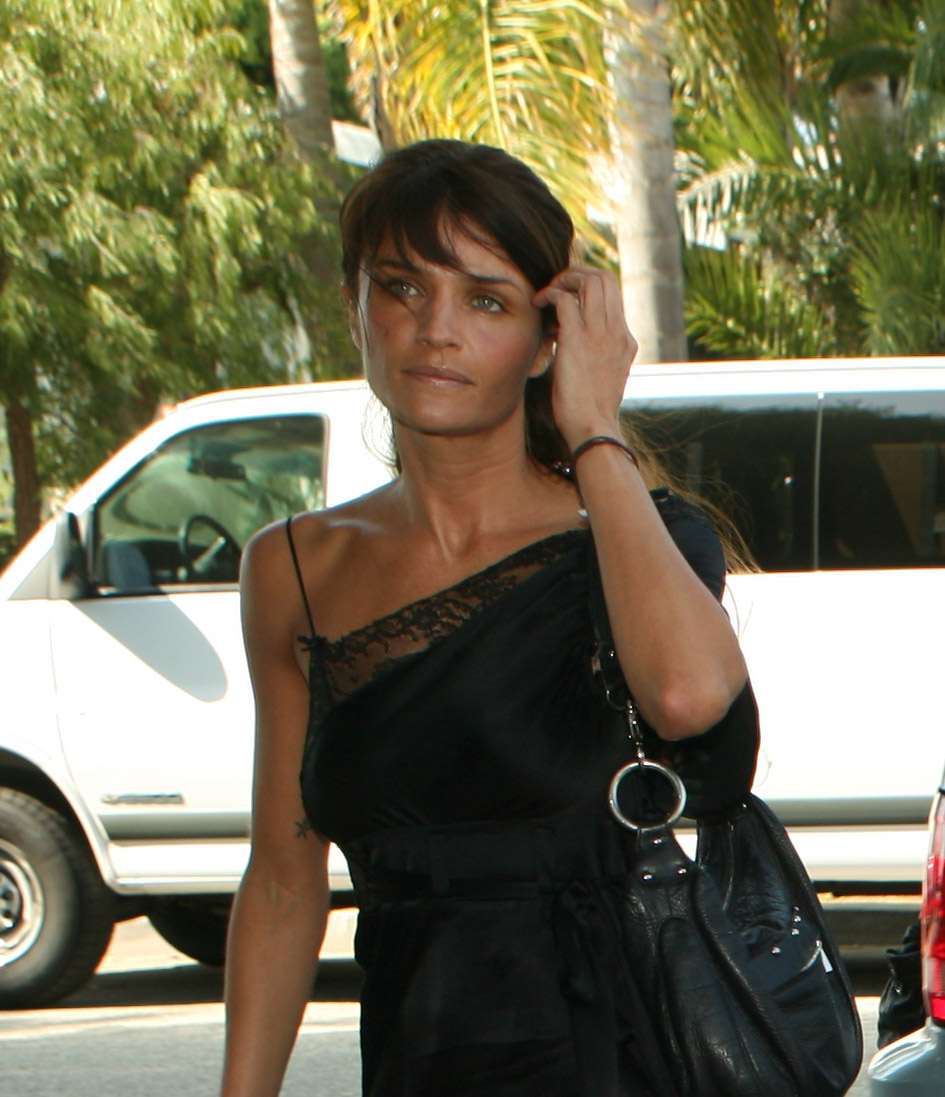
Helena Christensen, 2007

Miss Danemarca este un concurs de frumusețe care are loc aproape anual în Danemarca. El a avut loc prima oară în anul 1924, câștigătoarea fiind Edith Jørgensen, premiul era 1000 de coroane. În prezent organizatorul  concursului este "Pretty Danish", câștigătoarea poate candida din anul 1999 la concursurile internaționale Miss World, Miss Universe, Miss Europe, Miss Earth, Miss Baltic Sea,  Miss Scandinavia, Miss Model of the World și Miss Intercontinental. Din anul 2004 au loc concursuri separate pentru Miss World Denmark și Miss Universe Denmark.

## Câștigătoarele concursului

### Frøken Danmark
| Anul    | Miss Dänemark                  |
| ------- | ------------------------------ |
| 1924    | Edith Jørgensen                |
| 1925-28 | unbekannt                      |
| 1929    | Vibeke Mogensen                |
| 1930    | Esther Petersen                |
| 1931    | Inga Marie Arvad               |
| 1932    | Åse Clausen                    |
| 1933    | ?                              |
| 1934    | Ethel Louis                    |
| 1935    | Ellen Ørregård                 |
| 1936    | ?                              |
| 1937    | Tove Arni                      |
| 1938    | Inger Eriksen                  |
| 1939-51 | n-a avut loc (?)               |
| 1952    | Hanna Sørensen                 |
| 1953    | Jytte Olsen                    |
| 1954-57 | n-a avut loc                   |
| 1958    | Evy Norlund                    |
| 1959    | Lys Stolberg                   |
| 1960    | Lizzie Hess                    |
| 1961    | Jette Nielsen                  |
| 1962    | n-a avut loc                   |
| 1963    | Aino Korwa                     |
| 1964    | Yvonne Mortensen               |
| 1965    | Jeanette Christiansen          |
| 1966    | Gitte Fleinert                 |
| 1967    | Margrethe Rhein-Knudsen        |
| 1968    | Gitte Broge                    |
| 1969    | Jeanne Perfeldt                |
| 1970    | Winnie Hollman                 |
| 1971    | n-a avut loc                   |
| 1972    | Marianne Schmit                |
| 1973    | n-a avut loc                   |
| 1974    | Jane Moeller                   |
| 1975    | Beriti Frederiksen             |
| 1976    | Brigitte Trolle                |
| 1977    | Inge Eline Erlandsen           |
| 1978    | Anita Heske                    |
| 1979    | Lone Gladys Jørgensen          |
| 1980    | Jano Bill                      |
| 1981    | Tina Brandstrup                |
| 1982    | Tina Marie Nielsen             |
| 1983    | Inge Ravn Thomsen              |
| 1984    | Katrina Clausen                |
| 1985    | Susan Rasmussen                |
| 1986    | Helena Christensen             |
| 1987    | Nana Louise Wildfang Jørgensen |
| 1988    | Pernille Nathansen             |
| 1989    | Louise Mejhede                 |
| 1990    | Maj Britt Jensen               |
| 1991    | n-a avut loc                   |
| 1992    | Anne Mette Voss                |
| 1993    | Maria Josephine Hirse          |
| 1994    | Gitte Andersen                 |
| 1995    | Tina Dam                       |
| 1996    | Anette Oldenborg               |
| 1997-98 | n-a avut loc                   |
| 1999    | Zahide Bayram                  |
| 2000    | Cecilie Elisa Dahlstrøm        |
| 2001    | Maj Petersen                   |
| 2002    | Masja Juel                     |
| 2003    | n-a avut loc                   |

### Miss World Denmark și Miss Universe Denmark
| Anul | Miss World Denmark  | Miss Universe Denmark |
| ---- | ------------------- | --------------------- |
| 2004 | Michelle Andreasen  | Tina Christensen      |
| 2005 | Laura Ruth Petersen | Gitte Hanspal         |
| 2006 | Natasja Pryds       | Betina Faurbye        |
| 2007 | Line Kruuse         | Zaklina Sojic         |
| 2008 | Lisa Lents          | Maria Sten-Knudsen    |
| 2009 | Nadia Pederson      | n-a avut loc          |